# Министерство сельского хозяйства Израиля
Министерство сельского хозяйства и аграрного развития Израиля (ивр. משרד החקלאות ופיתוח הכפר של ישראל‎) — правительственное учреждение, созданное в 1948 году как Министерство сельского хозяйства Израиля и до 1992 года носило это название. Согласно своему предназначению отвечает за развитие сельского хозяйства в Израиле.

## Цели министерства
С образованием государства Израиль в 1948 году перед правительством встала задача обеспечения населения продукцией сельскохозяйственной отрасли. Для этой цели было создано министерство сельского хозяйства во главе с первым министром Аароном Цизлингом. На сегодняшний день, сельскохозяйственная отрасль Израиля обеспечивает 92% пищевой продукции, потребляемой населением страны . 
Со временем министерство стало заниматься множеством вопросов, так или иначе связанных с сельским хозяйством и главные среди них это:
- Увеличение сельскохозяйственного экспорта и на сегодня он составляет полтора миллиарда долларов в год [2]
- Защита лесных массивов в Израиле
- Совместная с министерством туризма программа по развитию сельского туризма
- Борьба с жестоким обращением с животными
- Поощрение молодёжи к переезду на постоянное местожительство на периферию страны

Министерство сельского хозяйства контролирует пять сельскохозяйственных округов: Центральный, от Хайфы до Йехуда; Северный, от Метулы до Крайот; самый крупный округ - Негев, от регионального совета Йоав до Эйлата; Ха-Амаким, от Кинерета до Мёртвого моря; округ Ха-Шфела.

## Структура министерства
В министерстве сельского хозяйства Израиля десятки подразделений, среди которых важнейшими являются:
- Ветеринарная служба - контроль за импортом и экспортом животных, предотвращение опасных заболеваний, контроль скотобоен
- Регулирование рыбного хозяйства
- Контроль за ввозом сельскохозяйственной продукции с территории Палестинской автономии
- Совместная с Еврейским национальным фондом работа по сохранению и развитию лесных массивов страны
- Центр международного сотрудничества и развития сельского хозяйства (CINADCO), совместная с министерством иностранных дел Израиля программа, занимающаяся развитием сельскохозяйственных отраслей в развивающихся странах [3]
- Регулирование внутренних цен на сельскохозяйственную продукцию
- Новейшие технологии в сельском хозяйстве и их внедрение

## Сельскохозяйственные союзы
В Израиле существуют несколько профессиональных союзов, занимающихся развитием отдельных видов сельскохозяйственной продукции:
- Союз растениеводов, включающий производителей цитрусовых, фруктов, овощей и цветов
- Союз производителей мёда
- Союз производителей оливкого масла и маслин
- Союз виноделов и виноградарства
- Союз производителей молока
- Хлопковый союз
- Союз птицеводства

## Сельскохозяйственные достижения
С помощью внедрения в сельскохозяйственную отрасль мировых достижений в области агропромышленности, Израиль прочно занимает одно из ведущих мест в мире. К примеру, по удою молока от одной коровы со средним удоем в 9-12 тысяч литров; по производству цитрусовых;по урожайности картофеля (40 тонн с гектара) и т.д..
В связи с недостатком водных ресурсов в Израиле, большое распространение занимает капельное орошение, при котором тщательно регулируемая подача влаги даёт большую экономию воды и трудовых затрат.
Большого успеха добились израильские селекционеры, вырастившие знаменитые на весь мир арбузы без косточек и вишневидные помидоры Черри .
Вместе с тем, израильское сельское хозяйство испытывает некоторые проблемы, в основном из-за нежелания израильтян работать в отрасли. Лишь 28% занятых в сельском хозяйстве составляют жители Израиля, остальными являются гастарбайтеры из стран Ближнего Востока и Палестинской Автономии  .

## Министры сельского хозяйства
| Имя           | Года                    | Партия          |
| ------------- | ----------------------- | --------------- |
| Аарон Цизлинг | 14.05.1948 — 10.03.1949 | Мапам           |
| Дов Йосеф     | 01.06.1949 — 01.11.1950 | Мапай           |
| Пинхас Лавон  | 01.11.1950 — 08.10.1951 | Мапай           |
| Леви Эшколь   | 08.10.1951 — 25.06.1952 | Мапай           |
| Перец Нафтали | 25.06.1952 — 03.11.1955 | Мапай           |
| Кадиш Луз     | 03.11.1955 — 17.12.1959 | Мапай           |
| Моше Даян     | 17.12.1959 — 04.11.1964 | Мапай           |
| Хаим Гвати    | 09.11.1964 — 03.06.1974 | Мапай, Маарах   |
| Аарон Озен    | 03.06.1974 — 20.06.1977 | Маарах          |
| Ариэль Шарон  | 20.06.1977 — 05.08.1981 | Шломцион        |
| Симха Эрлих   | 05.08.1981 — 19.06.1983 | Ликуд           |
| Менахем Бегин | 19.06.1983 — 10.10.1983 | Ликуд           |
| Песах Группер | 10.10.1983 — 13.09.1984 | Ликуд           |
| Арье Нахамкин | 13.09.1984 — 22.12.1988 | Маарах          |
| Авраам Кац-Оз | 22.12.1988 — 15.03.1990 | Маарах          |
| Ицхак Шамир   | 15.03.1990 — 11.06.1990 | Ликуд           |
| Рафаэль Эйтан | 11.06.1990 — 31.12.1991 | Цомет           |
| Ицхак Шамир   | 31.12.1991 — 13.07.1992 | Ликуд           |
| Яаков Цур     | 13.07.1992 — 18.06.1996 | Авода           |
| Рафаэль Эйтан | 18.06.1996 — 06.07.1999 | Цомет           |
| Эхуд Барак    | 06.07.1999 — 05.08.1999 | Авода           |
| Хаим Орон     | 05.08.1999 — 24.06.2000 | Мерец           |
| Эхуд Барак    | 24.09.2000 — 07.03.2001 | Авода           |
| Шалом Симхон  | 07.03.2001 — 02.11.2002 | Авода           |
| Ципи Ливни    | 17.12.2002 — 28.02.2003 | Ликуд           |
| Исраэль Кац   | 28.02.2003 — 14.01.2006 | Ликуд           |
| Зеэв Бойм     | 18.01.2006 — 04.05.2006 | Кадима          |
| Шалом Симхон  | 04.05.2006 — 19.01.2011 | Авода           |
| Орит Нокед    | 19.01.2011 — 18.03.2013 | Ацмаут          |
| Яир Шамир     | 18.03.2013 — 14.05.2015 | Наш дом Израиль |
| Ури Ариэль    | 14.05.2015 — 15.11.2019 | Еврейский дом   |
| Цахи Ханегби  | 20.01.2020 — 17.05.2020 | Ликуд           |
| Алон Шустер   | 17.05.2020 — 13.06.2021 | Кахоль-лаван    |
| Одед Форер    | 13.06.2021 — 29.12.2022 | Наш дом Израиль |
| Ави Дихтер    | 29.12.2022 — н. в.      | Ликуд           |